# 星宿章
奈智姆，意译为星宿章，是古兰经第53个苏拉，属于麦加的篇章。其有共计62句阿亚。该章以安拉因着正没落于地平线的众星辰发誓为开端，祂发誓穆罕默德是一名真正的使者。该章的名字来自第一句阿亚：“以没落时的星宿盟誓”。根据伊本·阿比·纳吉赫，星宿在该章指的是昴星团。据古兰经注（塔夫细尔），造物主可以以任何受造物发誓，而人作为受造物只能以造物主发誓。该章强调了穆罕默德启示的神圣来源，同时也对当时的多神信仰（女神们以及把天使当做神的女儿）做了驳斥，它罗列了主的一些能力，并以对末日的警告作结。苏朱德起源于这一章。

## 圣训
- 阿卜杜拉·本·迈斯欧德传述：使者诵“星宿章”至叩头的经文处叩头，大家亦叩头。只有一个人例外，他捧了一捧碎石或土于额前，说：“我这样做就可以了。”后来我见那老头在非信士的状态下被杀！[1]

- 伊本·阿拔斯传述：使者诵“星宿章”时叩了头，穆斯林、多神教徒、精灵和人类都随使者而叩了头。[1]

- 阿卜杜拉传述：他说：“第一个被启示的包含叩头的《古兰经》章节是‘星宿章’。主的使者（念完该章后）叩了头，跟随者都叩了头，除了一个人，我看见他只是抓了一把土，在上面叩了一下。后来，我看到那个人在非信仰的状态下被杀了，他就是伍麦叶·本·赫勒夫。”[2]

- 根据艾布·达吾德圣训集，伊本·马苏德传述，星宿章可以在礼拜时与至仁主章连着念诵。[3]